# Cerámica de cuerda seca

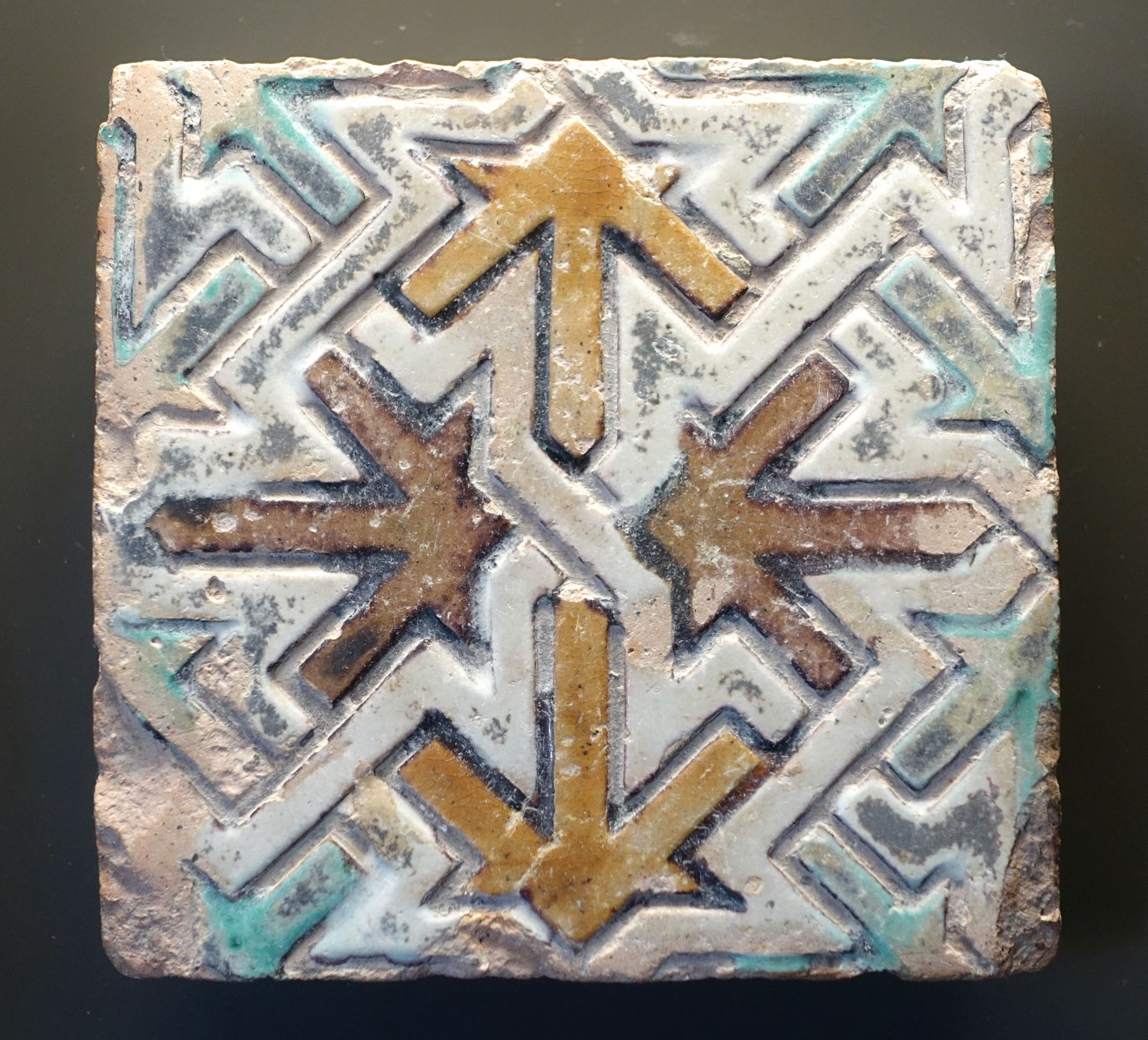
Azulejo del siglo al, confeccionado en Andalucía con la técnica de cuerda seca hendida.

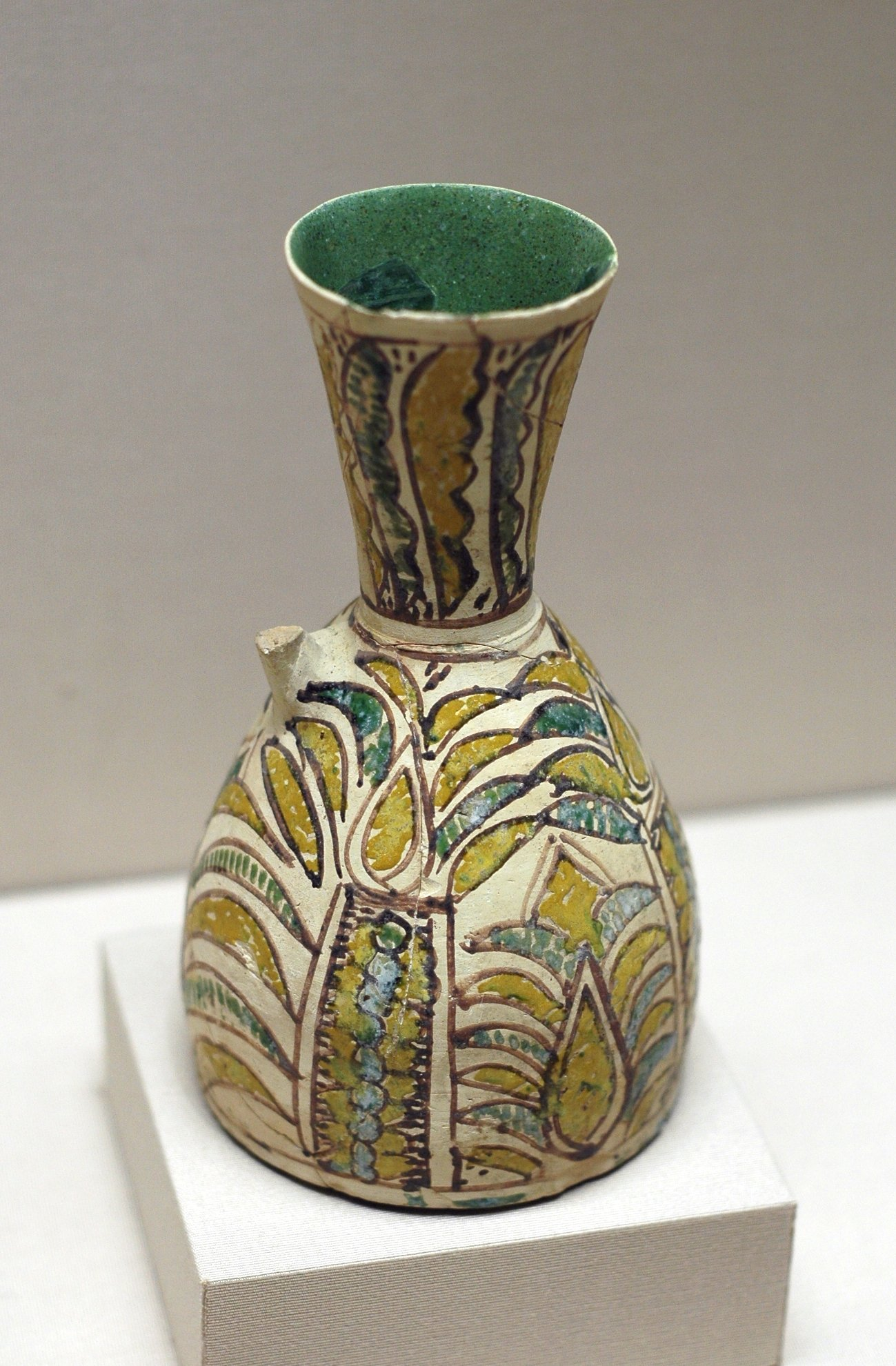
Jarro de la palmera (siglo I) expuesta en el Louvre, realizada con la técnica de cuerda seca plana.

La técnica de la cuerda seca es un procedimiento que se utiliza para decorar la cerámica, esencialmente en el vidriado de la azulejería. Primero se traza un dibujo a pincel con una mezcla de materia grasa y óxido de manganeso, posteriormente en los espacios delimitados por ese trazo, se aplican los colores que producen la decoración final. El primer trazo a pincel evita que los colores aplicados en el segundo paso se mezclen. Dentro de la técnica existen al menos tres variantes: cuerda seca plana que es la más habitual, cuerda seca hendida y cuerda seca de refuerzo. En azulejería tuvo su continuidad con la técnica de cerámica de cuenca o arista con la que no debe confundirse, pues se trata de otro procedimiento diferente.

## Historia
La técnica de cerámica a la cuerda seca es más antigua que la de cuenca o arista, era conocida desde la época Omeya, y plenamente desarrollada en al-Ándalus en el siglo x. Fue empleada en la cerámica andalusí y en la azulejería y alicatados como en el caso de la Alhambra aunque su desarrollo en la península ibérica se produjo dentro de la cultura morisca y el mudéjar, en la época de los Reyes Católicos, mezclando el influjo musulmán con el gótico-renacentista. Previamente, la cuerda seca convivió con otras dos técnicas aplicadas a la cerámica no vidriada: el esgrafiado y el estampillado, que se generalizaron durante el periodo almohade. Más tarde acabaría siendo sustituida en gran parte por técnica de cuenca o arista. En el Norte de África, el mejor ejemplo de decoración usando la cuerda seca como elemento en la arquitectura, es la Zawiya de Sidi Qasim Jelizi, en Túnez.

## Técnicas y variedades
La cuerda seca puede ser parcial o total dependiendo de que la decoración cubra toda la superficie de la pieza cerámica o parte de ella. Evita que haya mezcla de colores durante la cochura. Cuando la separación cromática de los motivos decorativos se consigue abriendo previamente surcos en la pieza que posteriormente se rellenan con una mezcla de manganeso con un medio graso como el aceite de linaza, el procedimiento se denomina cuerda seca hendida. Posteriormente, con los colores predeterminados se llenan los espacios que quedan entre las líneas.

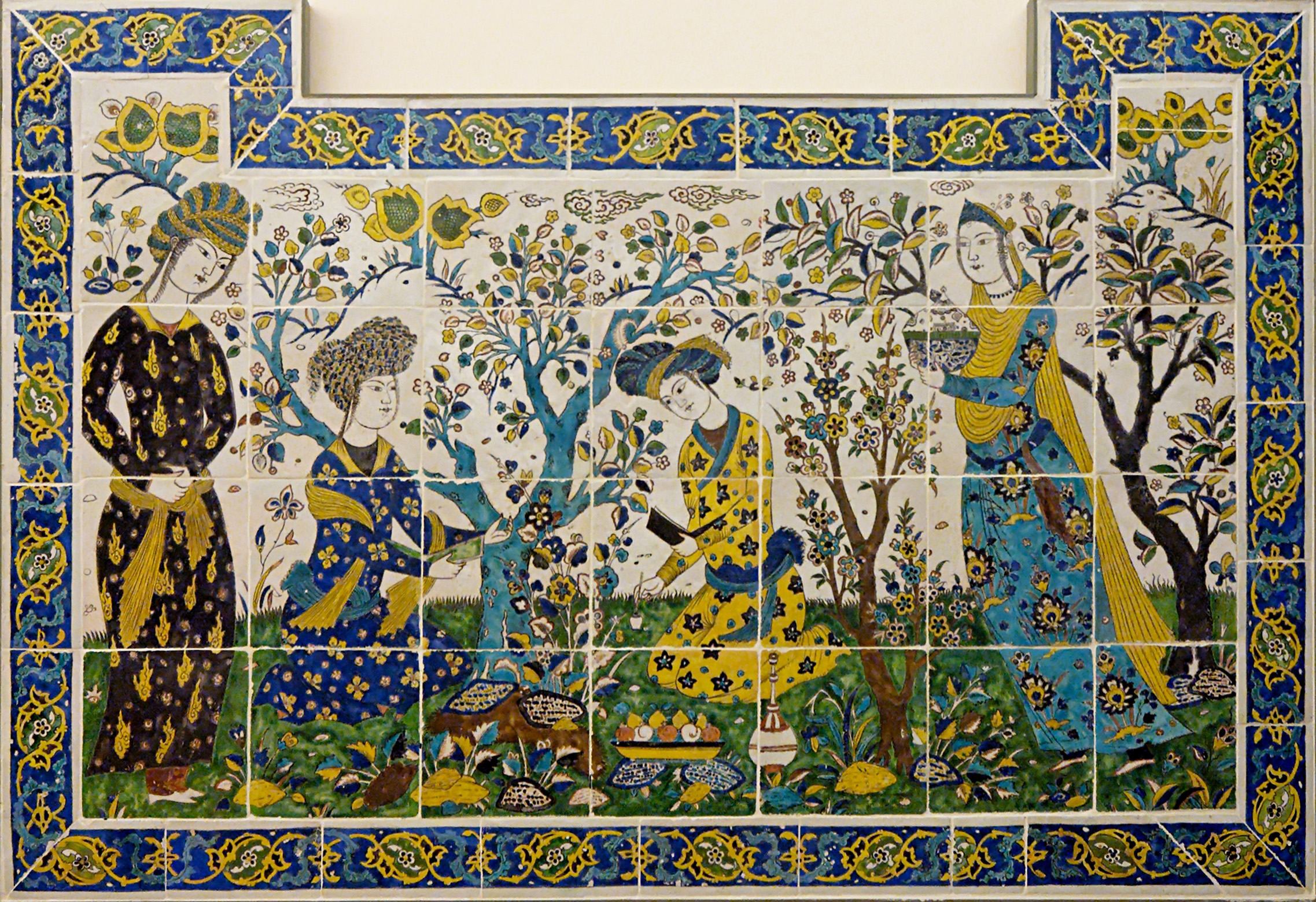
Azulejo iraní del siglo realizado con la técnica de cuerda seca. Museo del Louvre.

La técnica de la cuerda seca no debe confundirse con la de cuenca o arista. En esta última se utiliza un molde para hacer huecos en la arcilla cuando todavía está blanda; esos huecos se rellenan luego con esmalte de color. El molde aseguraba la repetición fiel del motivo, por lo que se empleó con frecuencia para la realización de azulejos.